# もし僕らのことばがウィスキーであったなら
『もし僕らのことばがウィスキーであったなら』（もしぼくらのことばがウィスキーであったなら）は、村上春樹の紀行。

## 概要
1999年12月15日、平凡社より刊行された。『サントリークウォータリー』第55号（1997年9月30日）、第56号（1997年12月15日）に掲載されたエッセイが元。写真は村上の妻、陽子によるもの。地図の製作は白砂照義（ジェイ・マップ）。装丁は渡辺和雄。2002年11月1日、新潮文庫として文庫化された。
旅のテーマを「ウィスキー」とし、スコットランドのアイラ島及びアイルランド各地を巡り、行く先で飲むシングルモルトのウィスキーやウィスキー工場（蒸溜所）、バーおよびそこに住む人々の話を中心に、スコッチ・ウィスキーとアイリッシュ・ウィスキーや、その楽しみ方をそれぞれ取り上げている。

## 内容
- アイルランドはどこに行ってもジョン・フォード監督の『静かなる男』みたいな美しいのんびりした風景だ。

- 僕は何かすごくいやなことがあると、いつもビデオで『静かなる男』を見ることにしている。だから（当然のことながら）ずいぶん何度もこの映画を見た。何度見ても、素晴らしい映画だと思う[2][3]。

- パブに入ってきた七十歳くらいの男はひとくち飲んでは何かを考えていた。彼が何を考えていたのか、僕にはわからない。コードを刻むバド・パウエルの左手のリズムが、とくに晩年においてときどき遅れ気味になるのは、意識的なものなのか、あるいはただ単にテクニカルな原因によるものなのか、ということについて考えていたのかもしれない。